# Levrnaka
Levrnaka (italsky Lavernata) je neobydlený ostrov v Jaderském moři. Je součástí Chorvatska, leží v Šibenicko-kninské župě a je součástí souostroví Kornati. Jeho rozloha je 1,84 km². Ostrov je nepravidelného tvaru, nacházejí se na něm čtyři velké zátoky: Levrnaka, Lojena, Prisliga a Škrovada. Je dlouhý 3,33 km, v největší šířce je široký 1,33 km, v nejužším místě pouze 150 metrů. Ostrov je jedním z vrcholů podmořského hřebenu, který celé souostroví Kornati tvoří.
Levrnaka je tvořena křídovým vápencem, který je porostlý pouze travinami a nízkými křovisky. Nejvyšším vrcholem je Veli vrh vysoký 118 m. Dalším vrcholem je Svirac vysoký 94 m, který se nachází jihovýchodně od Veli vrhu.
Na Levrnace se nachází osada Ježinov stan, která je obydlena pouze během turistické sezóny. Na ostrově jsou dvě restaurace a malý kemp. Jelikož je ostrov součástí národního parku Kornati, platí zde určitá omezení, například zákaz sportovního rybolovu a trhání rostlin. U zátoky Lojena se nachází stejnojmenná oblázková pláž.
Nejbližším velkým sousedním ostrovem je Kornat, který je od Levrnaky oddělen 320 metrů širokým průlivem. Dalšími blízkými ostrovy jsou Dugi otok (4,3 km severovýchodně) a Piškera (6,1 km jihovýchodně). Levrnaka je jinak obklopena mnoha malými ostrůvky, mezi které patří Tovarnjak, Sušica, Golić, Bisaga, Plešćina, Mana, Borovnik, Balun, Mrtovac, Obručan Mali a Obručan Veli. Na ostrůvku Mrtovac se nachází vápencová jeskyně.